# Българи в Италия
Българите в Италия са 49 518 души по данни на Националния статистически институт на Италия (ISTAT) към 1 януари 2023 г. Това ги поставя на 7-о място по численост сред представителите на европейските страни и на трето място сред държавите-членки на ЕС след Румъния и Полша. По неофициални данни обаче те наброяват около 90 хил. души.

## История

### Прабългарите в Италия
Сведения за българско население в земите на днешна Италия има още през 662 г. Основната миграция на прабългари е водена от Алцек – прабългарски вожд, който първоначално е част от Аварския хаганат, преди да смени лоялността си и да се присъедини към лангобардите. Алцек и хората му пристигат в Равенския екзархат, където кралят на лангобардите Гримоалд I ги кани да се установят в Херцогство Беневенто при сина му Ромуалд I. Споменава се също, че българи са живеели по тези земи много векове преди това Според Gesta Dagoberti I regis Francorum прабългарите на Алцек се заселват в сегашните общини Изерния, Бояно и Сепино, а Алцек получава феодалната титла гасталд.
Не е сигурно дали този Алцек може да бъде идентифициран с друг български господар – Алциок. Според Хроника на Фредегар Алциок напуска Аварския хаганат през 631-632 г. Алциок се установява в Бавария с 9000 българи под управлението на франкския крал Дагоберт I. Известно е, че Алциок се е придвижил във венецианската марка със своите 700 останали мъже, след като Дагоберт е избил повечето от хората му.
Павел Дякон в своята Historia gentis Langobardorum (787 г.) пише, че българите все още са обитавали областта и че дори и да са говорели „латински", „не са изоставили използването на собствения си език". В по-късни времена българите от Молизе явно са били напълно асимилирани.
Погребения от номадски характер от степите и конски погребения, датирани от втората половина на 8 век сл. н. е., свидетелстват за присъствието на прабългари в областите Молизе и Кампания. Топоними, съдържащи корена bulgar и фамилни имена като Булгари и Ди Булгари продължават да се появяват в средновековни документи, свързани с Италианския полуостров.

### Обучение на Българския католически клир
Започвайки от XVII век десетки български момчета от 12-годишна възраст до ръкополагането им за свещници (на възраст 22 – 23 години) учат богословски науки в различни семинарии, колежи и школи на католически ордени в Италия и живеят в манастирите около тях. След тяхното свещеническо ръкополагане те се завръщат в България или са изпращани като мисионери в други страни. Единици достигат до средите на висшето духовенство във Ватикана.
Благодарение на застъпничество на първите български католически епископи Петър Солинат и Илия Маринов много будни момчета от Чипровци и павликянски села от Дунав до Пловдив през XVII век получават образованието си в Илирийския колеж в Лорето и в Климентовия колеж в Рим. 6-годишни стипендии са отпускани за целта.
Известни българи, учили в колежите през XVII век, са католическите епископи, останали в нашата история – Филип Станиславов, Петър Парчевич и Петър Богдан. По-късно там учат Кръстьо Пейкич и Павел Гайдаджийски. Историците са на мнение, че Петър Богдан е първият дипломиран българин с висше образование, а Павел Гайдаджийски – един от най-образованите българи през ХVІІІ век.
Възпитаници на „Конгрегацията за пропаганда на вярата“ в Рим през XIX век са павликянските книжовници Яко Яковски и Петър Арабаджийски.
В началото на XX век в Грегорианския университет в Рим следва отец д-р Дамян Гюлов. По-късно дисертации там защитават Купен Михайлов, Гаврил Беловеждов и др. След разпадане на Османската империя католическите образователни институции в Цариград, Измир и Одрин са затворени; обучението на българския католически клир е пренесено в Италия. През 1926 г. епископ Симеон Коков става първия българин защитил докторат в престижния Папски източен институт (Pontificio Istituto Orientale) в Рим. Там също учат епископите Евгений Босилков, Георги Йовчев, Христо Пройков, свещениците Фортунат Бакалски, Максимилиян Балабански, Камен Вичев, Йосиф Кривчев, Венко Плачков и историците Емил Димитров, Светлозар Елдъров. През 30-40-те години на XX век в „Латинския колеж“ в Асизи и в Папския богословски факултет „Серафикум“ в Рим се обучават десетки българи, някои от които не могат да се завърнат по-късно в родината си поради смяната на политическия режим. Монсеньор Георги Елдъров и професор Йосиф Гагов заемат отговорни постове във Ватикана и ръководят българската секиция на Радио „Ватикана“. Отец Владимир Пенев е автор на някои от папските гербове.
През 50-те години на XX век отец Йосиф Гагов, живеещ в манастир край Рим, пътува често до местата, където са настанявани българи, бягащи от режима на тоталитаризма в България, в околностите на Рим, край Неапол и Триест. Той не жали сили и собствени средства да помага на всеки сънародник; наричан е „Странджата в расо“. Създава печатница с кирилица и започва издаването на списание „Емигрантски вести“.
След посещението на Петър Младенов при папа Йоан Павел II през декември 1978 г. на някои от католическите свещеници в България е разрешено да продължат образованието си в Рим.
През XVII век българите католици често посещават Рим в опитите си да договорят папската подкрепа за българско въстание срещу Османската империя. Известни религиозни и политически лидери като Петър Богдан и Петър Парчевич прекарват известно време в града. Първата книга, отпечатана на новобългарски език – Абагар, е съставена и издадена в Рим през 1651 г.  от бъдещия никополски католически епископ Филип Станиславов в чест на легендарния цар Абгар V Уккама.

## Настояще
Имиграцията на български граждани в Италия се увеличава през 1990-те години след края на социалистическия режим в България. С влизането на България в Европейския съюз през 2007 г. българите като граждани на ЕС имат свобода на придвижване и установяване в Италия.
По данни на  Националния статистически институт на Италия (ISTAT) българите в Италия са 49 518 души по данни на към 1 януари 2023 г. Това ги поставя на 7-о място по численост сред представителите на европейските страни и на трето място сред държавите-членки на ЕС. Най-голямо присъствие те имат в регионите Ломбардия (8406 души), Кампания (6252 души) и Лацио (6042 души), а най-малко – във Вале д'Аоста (32 души).
Италианските градове, в които има най-много български граждани към 1 януари 2023 г., са:
- Рим, Лацио (1748 души)
- Мондграгоне, Кампания (1271 души)
- Милано, Ломбардия (1263 души)
- Неапол, Кампания (680 души)
- Чезена, Емилия-Романя (608 души)
- Нетуно, Лацио (580 души)
- Анцио, Лацио (526 души)
- Кориляно-Росано, Калабрия (513 души)
- Карапеле, Пулия (489 души)
- Колеферо, Лацио (393 души)
- Равена, Емилия-Романя (367 души)
- Пицо, Калабрия (350 души)
- Ардеа, Лацио (351 души)
- Генуа, Лигурия (349 души)
- Триест, Фриули-Венеция Джулия (335 души)
- Пиаченца, Емилия-Романя (311 души)
- Болоня, Емилия-Романя (294 души)
- Верона, Венето (293 души)
- Гамбетола, Емилия-Романя (278 души)
- Майда, Калабрия (276 души)

## Култура

### Дружества[14][15]
- Адвокатска кантора БГ за българи в Италия от 2017г  в Рим и Пезаро - BG Studio Legale www.bgstudiolegale.com
- Асоциация „България-Италия“ – Виченца (от 2001)[16]
- Българо-италианска асоциация за култура „Пенчо Славейков“ – Комо (от 2000)[17]
- Асоциация за българска култура - Милано (от 2014),[18] с филиали във Верона и Перуджа (от 2018)
- Културна асоциация „България“ – Рим[19]
- Българо-италианска културна асоциация „Феникс“ – Рим (от 2005)
- Културна асоциация „Артемидия“ - Рим (от 2007)[20]
- Италиано-българска асоциация в Абруцо (AIBIA)[21]

### Културни формации
- Фонд „Райна Кабаиванска“ (от 2002)[22]

### Фолклорни и хорови състави
- Българска роза - фолклорни танци, Анцио [23]
- Роза дамашена - български танци, Рим[24]
- Фолклорна формация „Бяла роза“ и хор „Бяла роза“ към Асоциация AIBIA – Пескара[21]
- Фолклорна група „Нашенци“ - Милано[25]

### Училища[14][26]
- Българско училище „Асен и Илия Пейкови” – Рим / Флоренция (от 2014),[27] с филиал в Нетуно (от 2015) и Ладисполи (от 2016)
- Българско училище „АзБуки” – Рим-Колеферо[28]
- Езиков и културен Център „Тук България“- Милано[29] и Българско училище „Пейо Яворов“ (Милано)[30] с филиал във Варезе
- Българско неделно училище „Пенчо Славейков“ - Салерно и Тури[31]
- Българско неделно училище „БулгаринА“ - Пескара[32]
- Асоциация за българска култура и Българско неделно училище „Българче“, Неапол[33][34], с филиал в Муняно и Скафати
- Асоциация за българска култура „Будител”- Неапол[35] и Българско неделно училище „Родолюбие“[36]- Неапол и Скафати
- Българско неделно училище „Капитан Петко Войвода“ – Перуджа и Монтепулчано[37]
- Асоциация „Българи в Романя“ - Римини и Българско неделно училище „Райна Княгиня“[38] - Ричоне, с филиал в Болоня
- Асоциация „Про Локо Монте Булгерия“ и Българско училище „Хан Алцек“ – Челе ди Булгерия

### Медии
Електронни
- Интернет издание www.bulgariaoggi.net[39]
- Информационен сайт www.bulgaria-italia.com (от 2000)[40]
- българска програма в Радио Ватикана.[41]

Печатни медии
- вестник „Абагар“ – Рим (от 1991)[42]
- вестник „България експрес“ – Рим (до 2007)

### Църковна община
- Българска православна църковна община „Св. св. Кирил и Методий“, разположена в църквата „Св. св. Викентий и Анастасий“ в Рим от 2002 до 2013 г.

## Значими личности в Италия
- Георги Атанасов (1882-1931), композитор
- Николай Дюлгеров (1901-1982), художник
- Елена Николай (1905-1993), оперна певица
- Борис Христов (1914-1993), оперен певец
- Йосиф Гагов (1915-1967), католически духовник, професор
- Николай Гяуров (1929-2004), оперен певец
- Райна Кабаиванска (1934 г.), оперна певица
- Никола Гюзелев, (1936-2014), оперен певец
- Катерин Катеринов (1938-2016), лингвист
- Гена Димитрова (1941-2005), оперна певица
- Изабел Русинова (р. 1958 г.), актриса
- Георги Глушков (1960 г.), баскетболист
- Мара Кьосева (1963), волейболистка
- Красимир Иванов (1970), режисьор, сценарист, продуцент и актьор
- Красимир Чомаков (1975), футболист
- Христо Златанов (1976 г.), волейболист
- Венцислав Симеонов (1977 г.), волейболист
- Николета Стефанова (1984 г.), състезателка по тенис на маса
- Рене ла Булгара, псевдоним на Рената Петрова (1984), диджей и радиоводеща
- Жулиета Канталупи (1985 г.), състезателка по художествена гимнастика
- Иван Донев (1987 г.), моден дизайнер

## Творби на български автори, преведени на италиански език

### Художествена литература[43][44]
- AA.VV., Antologia del racconto bulgaro. Ass. Bulgaria-Italia, 2016
- AA.VV., Racconti bulgari. A cura di L. Borriero. Lo Faro, 1982
- AA.VV., Cose Bulgare. Tredici scrittori raccontano la «Bulgaria». lineabn, 2011
- AA.VV., Narratori bulgari. A cura di L. Salvini. Istituto per le Relazioni culturali con l‘estero, 1939
- AA.VV., Novelle bulgare. A cura di E. Damiani. Edi-San, 1946
- AA.VV., Antologia della poesia bulgara. Ass. Bulgaria-Italia, 2016
- AA.VV., Antologia della poesia bulgara contemporanea. A cura di E. Damiani. Pironti, 1950
- AA. VV., Poeti bulgari. A cura di E. Damiani. [Rivista di cultura 6 (1925): 3-4
- AA.VV., 21 poeti bulgari fucilati. A cura di M. De Micheli. Edizioni Avanti!, 1960
- AA. VV., Antologia della lirica bulgara. Volume I. Edizioni di Cultura A.I.B.,1960
- AA. VV., Antologia della lirica bulgara. Volume II. Edizioni di Cultura A.I.B.,1960.
- Aleko Konstantinov, Baj Ganjo. Racconti inverosimili di un bulgaro contemporaneo. Bulzoni, 1978
- Aleksandаr Hagihristov, La nuora. A cura di L. Salvini. Edizioni di Cultura A.I.B., 1957
- Angel Wagenstein, Shanghai addio. Baldini Castoldi Dalai, 2008
- Angel Wagenstein, I Cinque libri di Isacco Blumenfeld. Baldini Castoldi Dalai, 2009
- Angel Wagenstein, Abbiamo l'ubriacone. Baldini Castoldi Dalai, 2011
- Anna M. Petrova-Ghiuselev, Fiori e spine di via Egnatia. Tracce, 2011
- Alek Popov, Missione Londra. Voland, 2008
- Alek Popov, Mitologia del tempo che cambia. Duepunti, 2010
- Alek Popov, I cani volano basso. Keller Editore, 2013
- Anton Doncev, Manol e i suoi cento fratelli. Longanesi, 1973
- Anton Doncev, Lo strano cavaliere del libro sacro. Besa, 2001
- Atanas Dalcěv, Poesie e pensieri. Bulzoni, 1980
- Bojidar Bijilov, Lapazio. Bulzoni, 1980
- Damian Damianov, Prima che venga l'autunno. Liriche. Bulzoni, 1985
- Dimco Debeljanov, La leggenda della principessa traviata e altre poesie. Bulzoni, 1983
- Elin Pelin, Io... Tu... Lui... Sandron, 1945
- Elin Pelin, Sotto la pergola del monastero. Editoriale Sette, 1985
- Elin Pelin, Racconti. Bulzoni, 1985
- Elisaveta Bargriana, Poesie. Quaderni dell’Associazione Internazionale di Poesia, 1966
- Emilijan Stanev, Lazzaro e Gesù e altre storie. Voland, 1987
- Emilijan Stanev, Il ladro di pesche. Voland, 1995
- Fanny Popova Mutafova, La moglie del mio amico e altri racconti. G. Carabba, 1934
- Georgi Danailov, La casa alla fine del mondo. Beit, 2011
- Georgi Gospodinov, Romanzo naturale. Voland, 2007
- Georgi Gospodinov, ...e altre storie. Voland, 2008
- Georgi Gospodinov, Fisica della melancolia. Voland, 2013
- Georgi Gospodinov, E tutto divenne luna. Voland, 2018
- Georgi Gospodinov, Tutti i nostri corpi. Storie superbrevi. Voland, 2020
- Georgi Gospodinov, Cronorifugio. Voland, 2021
- Georgi Gospodinov, Lettere a Gaustìn e altre poesie. Voland, 2022
- Georgi Karaslavov, La nuora di Jurtalan. Nuova versione sulla terza edizione bulgara a cura di L. Salvini. Edizioni di Cultura A.I.B., Roma 1959
- Guergana Radeva, Rosa canina. Essenze e spine dell'eros. Progetto Cultura, 2014
- Hristo Botev, Tutte le poesie. A cura di M. De Micheli. Schwarz, 1958
- Hristo Botev, Liriche e brani scelti. Edizioni di Cultura A.I.B., [s.a.].
- Hristo Smirnenski, Si faccia giorno. Bulzoni, 1980
- Ilija Trojanow, Il collezionista di mondi. Ponte alle Grazie, 2007
- Ilija Trojanow, Dopo la fuga. EDT, 2018
- Ivan Vasov, Cuore bulgaro. Novelle scelte. Anonima Romana Editoriale 1925
- Ivan Vazov, Sotto il giogo. Editori Riuniti, 1960
- Jordan Jovkov, Scibil. Antologia. A cura di L. Salvini. Istituto Superiore Orientale, 1937
- Jovkov Jordan, Il podere alla frontiera. Edizioni di Cultura A.I.B., 1957.
- Jordan Radichkov, I racconti di Čerkazki. Marietti, 1983
- Jordan Radichkov, L’uovo di gennaio. A cura di D. Manera. Marietti, 1990
- Jordan Radichkov, Il verbljud e altre cronache di Cerkazki. Argo, 1994
- Jordan Radichkov, Gente, gazze, cavalli. Voland, 1999
- Jordan Radichkov, Noi passerotti. Voland, 2000
- Jordan Radichkov, Bisce. Voland, 2000
- Jordan Radichkov, L'anatra da richiamo. Voland, 2002
- Kalina Muhova, Il balcone. Tunué, 2019
- Kapka Kassabova, Confine. Viaggio al termine dell'Europa. EDT, 2019
- Kapka Kassabova, Il lago. Ritorno nei Balcani in pace e in guerra. Crocetti, 2022
- Konstantin Pavlov, Cavalli indomati. Ediz. bilingue, Valigie Rosse, 2022
- Ljubomir Levcev, Sentiero di stelle. Poema dai molti richiami. Bulzoni, 1976
- Ljubomir Levcev, Saluto al fuoco. Bulzoni, 1979
- Ljubomir Levcev, I passi dell'ombra. Bompiani, 2021
- Ludmil Stoianov, Colera. Edizioni Paoline, 1962
- Miroslav Penkov, A est dell'Occidente. Neri Pozza, 2012
- Nikola Vapzarov, Poesie e materiali. A cura di L. Mancino. Quattrocittà, 1981
- Nikolaj Kancěv, Quanto un granello di senape, Ed. Sette, 1986
- Nikolai Petev, Il faro, il suo guardiano e il vento. Spirali, 2009
- Nikolaj Rajnov, Il diavolo creatore. A cura di D. Di Sora. Biblioteca del Vascello, 1991
- Pencho Slavejkov, Poesie. New Press, 1990
- P.K. Javorov, Dietro l'ombra delle nuvole. Liriche, Fotocomposizione De Petrillo, 1980
- Roumen Ivantchev, Alberino. Gruppo Albatros Il Filo, 2019
- Stanislav Stratiev, Beeeeeeehhhh!! Commedia. Bulzoni, 1981
- Stefan Kostov, L’onorevole Golemanov. Versione dall’originale. Libero adattamento e prefazione a cura di L. Salvini. Maia, 1957
- Victor Baruch, La Poetessa diffamata. Besa, 2008
- Vili Dimitrova, Voglio sussurrarti all'orecchio. Corponove, 2000
- Vili Dimitrova, La famiglia allegra. Corponove, 2004
- Vladimir Levchev, Amore in piazza. Terra d'Ulivi, 2016
- Zdravka Evtimova, Sinfonia. Controluce (Nardò), 2015
- Zdravka Evtimova, Lo stesso fiume. Controluce (Nardò), 2017
- Zdravka Evtimova, La donna che mangiava poesie. Besa, 2019
- Zdravka Evtimova, La città della gioia e della pace. Besa muci, 2021

### Специализирана литература
- Alexi Bekiarov, Sulle tracce di Pencio Slavejkov in Italia. New Press, 1984
- Assen Marchevski, Misteri italo-bulgari. Stango, 2002
- Daria Karapetkova, La letteratura italiana in Bulgaria. Traduzioni, mode, censura. Carocci, 2016
- Ilija Trojanov, L'uomo superfluo. Saggio sulla dignità dell'uomo nell'età del capitalismo avanzato. Nutrimenti, 2014
- Ivanicka Georgeva, Mitologia popolare bulgara. Bulzoni, 1990
- Ivan Kulevkov, Senza titolo. A cura di D. Di Sora. Biblioteca del Vascello, 1994
- Ivan Kulekov, Questa non è ironia. A cura di D. Di Sora. Biblioteca del Vascello, 1994
- Ivan Kulekov, Senza tempo, senza ordine, senza indirizzo. Voland, 2002
- Julia Kristeva, Poteri dell'orrore. Saggio sull'abiezione. Spirali/Vel, 1981.
- Julia Kristeva, Stranieri a noi stessi. Donzelli Editore, 2014
- Julia Kristeva e Philippe Sollers, Del matrimonio: considerato come arte. Donzelli Editore, 2015
- Julia Kristeva, La vita, altrove: Autobiografia come un viaggio. Donzelli Editore, 2017

- Julia Kristeva, Melanie Klein: Il genio femminile. La follia. Donzelli Editore, 2018
- Julia Kristeva, Simone de Beauvoir: La rivoluzione del femminile. Donzelli Editore, 2018
- Julia Kristeva, Colette: Il genio femminile. Le parole. O barra O, 2015; Donzelli Editore, 2018
- Julia Kristeva, Hannah Arendt: Il genio femminile. Le parole. Donzelli Editore, 2018
- Julia Kristeva, C'è dell'altro. Vita e pensiero, 2019
- Julia Kristeva, Dostoevskij: Lo scrittore della mia vita. Donzelli Editore, 2020
- Julia Kristeva, Il demone di Dostoevskij: Il sesso, la morte, il linguaggio. Donzelli Editore, 2022
- Kristina I. Petrova. La Bulgaria e l'Islam. Il pluralismo imperfetto dell'ordinamento bulgaro. ‎Bononia University Press, 2015
- Pantalej Zarev, Panorama della letteratura bulgara. Bulzoni, 1983
- Tzvetan Todorov, La vita comune. Pratiche, 1995
- Tzvetan Todorov, L'uomo spaesato. I percorsi dell'appartenenza. Donzelli Editore, 1997
- Tzvetan Todorov, Fragile felicità. SE, 2002
- Tzvetan Todorov, Noi e l'altro. Interviste. Datanews, 2007
- Tzvetan Todorov, La paura dei Barbari. Oltre lo scontro delle civiltà. Garzanti, 2010
- Tzvetan Todorov, La bellezza salverà il mondo. Garzanti, 2010
- Tzvetan Todorov, Gli altri vivono in noi, e noi viviamo in loro: Saggi 1983 - 2008. Garzanti, 2011
- Tzvetan Todorov, Di fronte all'estremo. Garzanti, 2011
- Tzvetan Todorov, I nemici intimi della democrazia. Garzanti, 2012
- Tzvetan Todorov, Goya. Garzanti, 2013
- Tzvetan Todorov, La conquista dell'America. Il problema dell'«altro». Einaudi, 2014
- Tzvetan Todorov, Lo spirito dell'illuminismo. Garzanti, 2015
- Tzvetan Todorov, La letteratura in pericolo. Garzanti, 2015
- Tzvetan Todorov, Memoria del Male, tentazione del Bene. Garzanti, 2015
- Tzvetan Todorov, L'identità europea. Garzanti, 2019
- Tzvetan Todorov, I libri e la vita. Garzanti, 2019

## Публикации за България и българите на италиански език
- AA.VV., Gli altri Futurismi. Futurismi e movimenti d'avanguardia in Russia, Polonia, Cecoslovacchia, Bulgaria e Romania. Atti del convegno internazionale (Pisa, giugno 2009), Plus, 2011
- AA. VV. Saggi di letteratura bulgara antica. Inquadramento storico e versioni. A cura di A. Cronia. Istituto per l’Europa Orientale, 1936.
- Canti popolari bulgari. Scelti e tradotti da L. Salvini con prefazione di E. Damiani. Anonima Romana Editoriale, 1930
- Andrea Ripamonti, Bulgaria: Cronache di un Erasmus nella periferia d'Europa. 2017
- Anna Vlaevska-Stantcheva, K. Stantchev, ‘Bulgaro’ > ‘Castro Bulgaro’ > ‘Borgo Vercelli’ e la questione della presenza dei protobulgari nell’Italia altomedievale, In: V. Dolcetti Corazza (a cura di), Vercelli tra Oriente ed Occidente, tra tarda Antichità e Medioevo. Torino, Ed. dell’Orso, 1998, с. 117 – 158
- Anna Vlaevska, Storia di un problema storiografico: a proposito delle orme (proto)bulgare in Italia tra leggenda e memoria storica, в: I Balcani, la Bulgaria e l'Italia durante la Guerra fredda, études Balkaniques, LII/4, Sofia 2016, с. 722-771, онлайн
- Anna Vlaevska, I Bulgari nell'Italia medievale tra la leggenda e la memoria storica, 2016. онлайн
- D. Olivieri, Ancora sui derivati e presunti del nome Bulgarus, в: Lingua nostra, 21, 1960, N 4, с. 122.
- Dimitar Mantov, La cucina bulgara. MAI 2006.
- Eduardo Mendicutti, I fidanzati bulgari. Voland, 2005
- Enrico Testa, Bulgaro. Storia di una parola malfamata, Il Mulino, 2019
- Francesco Bigazzi, Attentato al papa Vojtila: La pista bulgara. Licosia, 2023
- G. Palmieri, Vincenzo D’Amico: un erudito fra i Bulgari di Altzek, Jelsi e il Molise, In: G. Palmieri A. Santoriello (a cura di), Jelsi. Storia e tradizioni di una comunità, Foggia, Edizioni Enne, 2005, с. 83 – 112.
- Georges Castellan, Marie Vrinat-Nikolov, e al. Storia della Bulgaria. Nel paese delle rose. Argo, 2012
- Gian Marco Moisé, Capire i Balcani orientali. Bulgaria, Romania, Moldova: dal 1989 ai giorni nostri. Bottega Errante Edizioni, 2023
- Giuseppe Dell'Agata, Rumyana Pashalijska, L'eroica impresa culturale di Pencio Slavejkov, Arpanet, 2007
- Guiuseppe Dell'Agata, La bulgartica in Italia: bilancio di un decenio, in Europa Orientalis (4), 1985, oнлайн
- G. D. Serra, Contributo alla storia dei derivati di Burgus: Borgare, Borgaria, Borgoro, Filologia romanza (Torino), 5, 1958, fasc. 1, N 17, с. 1 – 48 = G. D. Serra, Lineamenti di una storia linguistica dell’Italia medioevale, Libreria editrice R. Liguori, Napoli, 1965, vol. III, с. 93 – 140.
- G. M. Tufarulo, Letteratura popolare bulgara: canti e folklore tra tradizioni e storia, in "Poeti e scrittori allo specchio", Ed. La Ginestra, 1986, vol. 1
- I. Dujcev. Italia e Bulgaria attraverso i secoli, In: Genova e la Bulgaria nel Medioevo. Atti delle «Giornate bulgare a Genova (28 – 30 ottobre 1981)», Genova, 1984, [Collana storica di fonti e studi diretta da Geo Pistarino, 42], с. 43 – 52.
- Ivan Petkanov, Orme bulgare in Italia ed in Occidente, Rivista di cultura (Roma), 3, 1941, N 2, с. 95- 102
- Ivan Petkanov, Bulgar(us) e suknja nelle parlate italiane e neolatine, в: Ricerche slavistiche (Roma), vol. III, 1954, с. 43 – 50
- Ivan Petkanov, Bulgarus nell’onomastica e nella toponomastica italiana, in: Lingua nostra, 21, 1960, N 1, с. 17 – 20.
- Ivan Petkanov, Di nuovo su Bulgarus, in: Lingua nostra, 22, 1963, N 3, с. 93.
- Lavinia Picchio Borriero, La letteratura bulgara, Sansoni Accademia, 1969
- L. Vaccario, Storia religiosa di Serbia e Bulgaria. Centro Ambrosiano, 2008
- M. Rosario Chirico, Una migrazione silenziosa. Rom bulgari in Italia. Tau, 2015
- Maria Teresa Savieri, La principessa dei libri. Giovanna di Savoia, moglie dello zar Boris III e zarina di Bulgaria. LuoghInteriori, 2022
- N. Conte – Miltenovа, I Bulgari di Gallo Matese (Protobulgari e Bulgari nella storia dell’Italia meridionale), Edizioni Passaporto 2000 Roma
- P. Natellа. Bulgari fra noi. Il Meridione medievale fra Longobardi e Bulgari. Stanziamento ed estinzione di una etnia fra VII e XV secolo, Salternum. Semestrale di Informazione storica, cultirale e archeologica a cura del Gruppo Archeologico salernitano, 13, 2009, N 22 – 23 [Quaderni, N 1], Arci Postiglione, Salerno, 2009, с. 5- 69.
- R. Pavoni, Il toponimo Bulgaro: un problema ancora aperto, In: Genova e la Bulgaria nel Medioevo, Atti delle «Giornate bulgare a Genova (28 – 30 ottobre 1981)», Genova, 1984, [Collana storica di fonti e studi diretta da Geo Pistarino, 42], pp. 89 – 95.
- Tatiana Lekova, La bulgaristica nei settant'anni di storia di ricerche slavistiche, in Ricerche slavistiche: Settant'anni di storia (a cura di Monika Wozniak e Luca Vaglio), La Sapienza, с. 259-289, онлайн
- Tomaso Invernizzi, Viaggio in Bulgaria. Youcaprint, 2021
- V. Spassova, Un aspetto della lirica di D. Debeljanov: il sogno come speranza, in Studi in onore di Ettore Lo Gatto, Roma 1980
- V. Spassova, Chi è il paggio della 'Principessa traviata'. Alcune osservazioni sulla poesia di Debeljanov, "Annali. Istituto Orientale Napoli", N.S. 1 (1983).
- Vincenzo D’Amico. I Bulgari trasmigrati in Italia nei secoli VI e VII dell’Era Volgare. Loro speciale difusione nel Sannio, Campobasso, Società tipograica Molisana F.lli Petrucciani, 1933.
- Vincenzo D’Amico V. I Bulgari stanziati nelle terre d’Italia nell’Alto Medioevo, in: Bulgaria. Rivista di cultura (Roma), 3, 1941, N 1, с. 40 – 50; N 2, с. 80 – 94; N 4, с. 172 – 182 = Vincenzo D’Amico, I Bulgari stanziati nelle terre d’Italia nell’Alto Medioevo (Pagine di cultura bulgara, N 13), 1942-XX
- Vincenzo D’Amico. Importanza della immigrazione dei Bulgari nell’Italia meridionale al tempo dei Langobardi e dei Bizantini, In: Centro Italiano di studi sull’Alto Medioevo (a cura di), Atti del 3. Congresso internazionale di studi sull’Alto medioevo (Benevento-Montevergine-Salerno-Amali,14 – 18. Ottobre 1956), Spoleto, 1959, с. 369 – 377.

## Публикации за българите в Италия
- Българи в Италия и италианци в България. Приноси. Демакс, 1997. ISBN 954-479-004-7
- Анджела Данева, Българи в италианските академии за изящни изкуства (1878 – 1944). НБУ, 2013. ISBN 9789545357947
- А. Николов, Alzeco, dux Vulgarum и заселванията на прабългари в Италия, В: Българско средновековие: общество, власт, история. Сборник в чест на проф. д-р Милияна Каймакамова, София, 2013, с. 157 – 169.
- Борислав Примов, Райнер Сакони като извор за връзките между катари, павликяни и богомили, БАН, 1960
- Георги Димов, Българите в Южна Италия през Средните векове (от VI – XI век), В: Mediaevalia. Quod deus vult! Сборник в чест на проф. дин Красимира Гагова, София, 2013, с. 98 – 119
- Джузепе дел Агата, Българистични изследвания, УИ „Св. Климент Охридски“, 2014. ISBN 9789540737003
- Иван Банковски, Нещо за прабългарите и по-специално за тези, заселили се в Италия през VI и VII векове, [Монако], 1960.
- K. Данилченко, Българско-славянски местни имена в Италия, Във: Втори международен конгрес по българистика, София, 23 май – 3 юни 1986 г., 5: Диалектология и ономастика. София, Изд. на БАН, 1988, с. 227 – 251
- Мавро Орбини, Царството на славяните. Дамян Яков, 2012, ISBN 9789545275210
- Павел Дякон, История на лангобардите. София, Полис, 2011. ISBN 978-954-796-039-8
- Пенка Данова, България и българите в италианската географска книжнина (XIV-XVI век). Парадигма, 2010. ISBN 9789543261314
- Райнер Сакони, Изложение на брата Райнер за катарите и бедняците в Лион, в: ЛИБИ, т. IV, София, 1981, онлайн
- Я. Кавардаков, Булгарите в италианската култура, в: Исторически алманах, 2001, N 7.
- Я. Кавардаков, Италианските булгари. Истината за преселването на брата на Аспарух-Алцек, в: Исторически алманах, 2009, N 20, с. 16 – 18.

## Българистика в Италия
Българистиката (на итал.: Bulgaristica) е комплексна научна дисциплина, която изследва български обекти и проблеми. Тя е ориентирана главно към хуманитарните науки, които обхващат въпроси на българския език, българската литература, българската история и археология, кирилометодиевистиката, българското изкуство, българската традиционна духовна и материална култура. Като интердисциплинарна област българистиката частично съвпада със славистиката, палеославистиката, византологията и балканистиката. Основоположник на българистиката в Италия е Енрико Дамиани. Известен в тази област е и Джузепе дел Агата.

### Италиански университети с изучаване на български език[46][47]
- Венециански университет „Ка Фоскари“: Катедра по лингвистични и сравнителни културни изследвания[48]
- Неаполски университет „Ориентале“, Катедра по изследвания на Източна Европа
- Триестки университет, Факултет по литература и философия
- Пизански университет, Факултет по литература и философия
- Римски университет „Сапиенца“, Факултет по литература и философия
- Флорентински университет,  Факултет по литература и философия
- Болонски университет, Факултет по чужди езици и литератури
- Университет на Бари, Факултет по чужди езици и литератури